# Nhà của nhà truyền giáo ở Gdańsk
Nhà của nhà truyền giáo (cũng là Nhà của ba nhà truyền giáo ; Dom Kaznodziei) là một nhà phố theo phong cách ở Gdańsk, Ba Lan. Nó nằm ở trung tâm của khu Phố cổ lịch sử tại Phố Katarzynki.

## Lịch sử
Ngôi nhà được xây dựng từ năm 1599 đến 1602 theo kế hoạch của một kiến trúc sư địa phương Anthonis van Obberghen. Ban đầu, nó là căn hộ cho các giáo sĩ Luther phục vụ ở Nhà thờ thánh Catherine. Mặt tiền, một trong số rất ít trong khu vực sống sót sau Thế chiến II, được chia thành ba phần riêng biệt, khiến tòa nhà trông giống như ba ngôi nhà phố giống hệt nhau nhưng tách biệt. Điều này làm cho tòa nhà lớn phù hợp hơn với những ngôi nhà phố hẹp xung quanh. Đó là một đặc điểm chung của nhiều dự án của van Obberghen, đặc biệt là Grand Armory và Cổng xanh. Phía trước mặt tiền là một lan can mạ vàng đặc trưng.
Ba phần của mặt tiền được gắn với nhau bằng một dòng chữ bằng tiếng Đức chạy ngay bên dưới ngọn, đọc "DIE AVF DEN HERRN HARREN KRIEGEN CẦN KRAFT DASS SIE AVFFAHREN MIT FLVEGELN WIE ADLER" (tiếng Anh: Those who trust in the Lord will find new strength. They will soar high on wings like eagles Nhửng người tin vào Chúa sẽ tìm thấy được thế mạnh mới. Họ sẽ bay cao trên đôi cánh như đại bàng).
Vào ngày 27 tháng 2 năm 1967, tòa nhà được ghi vào sổ đăng ký di sản văn hóa. Nó đã được khôi phục và xây dựng lại hoàn toàn vào năm 1970. Hiện tại nó là trụ sở của Trung tâm Y tế Nội tiết Khu vực.